# Linia de succesiune la tronul din Danemarca
Actualul monarh al Danemarcei este regele Frederic al X-lea. Regele Frederic al IX-lea neavând copii de sex masculin, în 1953 legea succesiunii la tronul Danemarcei a fost schimbată, trecându-se de la sistemul primogeniturii agnatice (în care numai bărbații puteau moșteni tronul, pe linie masculină) la sistemul primogeniturii cognatice cu preferință masculină (femeile putând astfel moșteni, dar frații lor și descendenții acestora având prioritate). În 2009 s-a adoptat sistemul primogeniturii absolute, astfel că în prezent întâiul născut moștenește tronul, indiferent de sex.

## Ordinea succesiunii la tronul Danemarcei

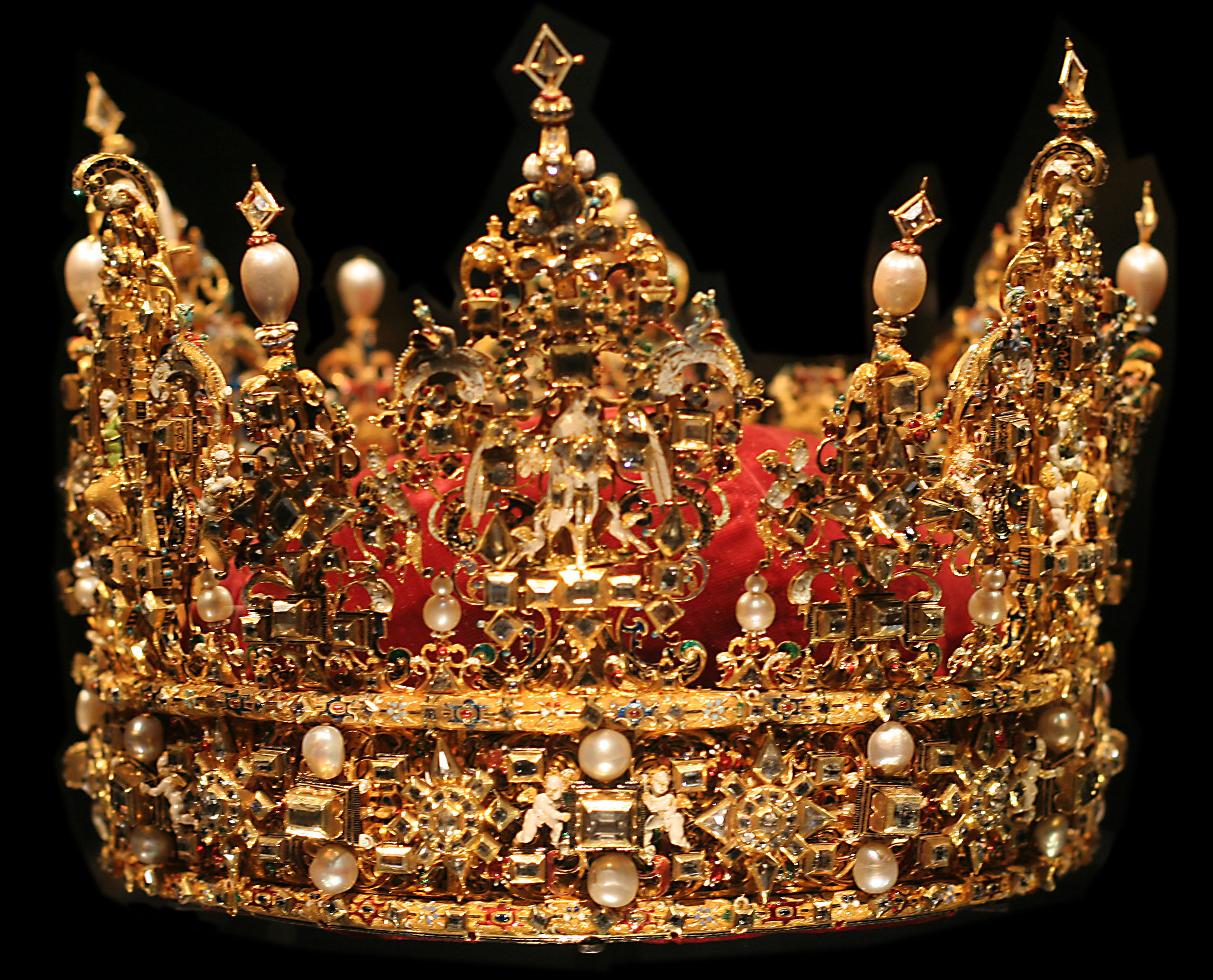
Coroana regelui Christian IV, încă purtată de monarhii danezi.

În 1968, Prințesa Benedikte a primit consimțământul Regelui Frederic de a se căsători cu Prințul Richard de Sayn-Wittgenstein-Berleburg cu condiția ca toți copiii lor să fie crescuți în Danemarca. Această condiție nu a fost îndeplinită, ca atare descendenții Prințesei Benedikte sunt excluși din ordinea succesiunii la tron.
- MS Regele Christian al X-lea (1870-1947)
  -  MS Regele Frederic al IX-lea (1899 - 1972)
    -  MS Regina Margareta a II-a (n. 1940)
      -  MS Regele Frederic al X-lea (n. 1968)
        - (1) Prințul Christian (n. 2005)
        - (2) Prințesa Isabella (n. 2007)
        - (3) Prințul Vincent (n. 2011)
        - (4) Prințesa Josephine (n. 2011)

      - (5) Prințul Joachim (n. 1969)
        - (6) Contele Nikolai de Monpezat  (n. 1999)
        - (7) Contele Felix de Monpezat  (n. 2002)
        - (8) Contele Henrik de Monpezat (n. 2009)
        - (9) Contesa Atena de Monpezat (n. 2012)

    -  (10) Prințesa Benedikte de Sayn-Wittgenstein-Berleburg (n. 1944)
      - Prințul Gustav, Prinț Ereditar de Sayn-Wittgenstein-Berleburg (n. 1969)
      - Prințul Gustav Albrecht de Sayn-Wittgenstein-Berleburg (n. 2023)
      - Prințesa Alexandra de Sayn-Wittgenstein-Berleburg (n. 1970)
        - Contele Richard von Pfeil und Klein-Ellguth (n. 1999)
        -  Contesa Ingrid von Pfeil und Klein-Ellguth (n. 2003)

      - Prințesa Nathalie de Sayn-Wittgenstein-Berleburg (n. 1975)
        - Konstantin Johannsmann (n. 2010)
        - Louisa Johannsmann (n. 2015)